# Univerza v Lundu
Univerza v Lundu (švedsko Lunds universitet) je javna univerza s sedežem v švedskem mestu Lund. Z več kot 45.000 študenti je največja visokošolska ustanova v Skandinaviji in ena najpomembnejših.
Sestavlja jo osem fakultet in vzporedno več inštitutov ter raziskovalnih centrov:
- Fakulteta za inženirstvo
- Naravoslovna fakulteta
- Pravna fakulteta
- Družboslovna fakulteta
- Medicinska fakulteta
- Fakulteta za humanistiko in teologijo
- Visoka šola za ekonomijo in menedžment
- Fakulteta za umetnost

Pod univerzo spadajo tudi dislocirani kampusi v krajih Helsingborg, Malmö in Ljungbyhed. Skupno ponujajo fakultete 280 študijskih programov, ki jih je v letu 2011 obiskovalo približno 47.000 študentov.
Univerza je bila ustanovljena leta 1666, v času, ko je zgodovinsko danska regija prišla pod švedsko oblast. Kraljeva in cerkvena oblast sta takrat pričela z intenzivno kampanjo za pošvedenje prebivalstva in univerza je bila učinkovit instrument v ta namen pri višjem sloju. Intenzivneje se je pričela razvijati v 18. stoletju.
Univerza v Lundu velja danes po akademskih merilih za eno najuglednejših svetovnih univerz. Tu so med drugim študirali ali poučevali ekonomist Bertil Ohlin, nevrobiolog Arvid Carlsson in fizik Manne Siegbahn. Je tudi vplivno raziskovalno središče, predvsem na področju inženirstva; na tamkajšnjem Tehnološkem inštitutu, ki je bil kasneje pripojen univerzi, je bil denimo v začetku 1960. let napravljen eden ključnih prebojev pri razvoju tehnologije brizgalnih tiskalnikov. Trenutno sta v Lundu s sodelovanjem univerze v gradnji dva velika raziskovalna centra: laboratorij za sinhrotronsko žarčenje MAX IV, in Evropski spalacijski nevtronski izvor (ESS) za raziskave materialov s spalacijo.